# الفارس الأسود (فلم ألماني)
فيلم الفارس الأسود Der Schwarze Husar هو فيلم كوميدي حركي ألماني من إنتاج عام 1932، من إخراج جيرهارد لامبريشت، وتمثيل: كونراد فايت ومادي كريستيانس وفولف ألباخ ريتي. 
قصة الفيلم تدور حول ضابط في سلاح الفرسان أثناء الحرب العالمية الأولى، يقع في غرام امرأة شابة.

## وصلات خارجية
- مقالات تستعمل روابط فنية بلا صلة مع ويكي بيانات